# Abeceda ateisty
Abeceda ateisty (rusky «Настольная книга атеиста») je příručka, kterou připravil kolektiv sovětských autorů pod vedením akademika Sergeje Skazkina. Kniha byla zpracována tak, aby se stala denním praktickým pomocníkem a rádcem lektorů, učitelů, propagandistů, studentů, posluchačů různých stupňů ateistického vzdělávání, ale i všech těch, kteří pracují v oblasti vědeckoateistické výchovy a propagandy. Česky vydalo knihu nakladatelství Horizont (1979, druhé vydání 1981) jako překlad pátého vydání, které vyšlo v Sovětském svazu v roce 1978.